# Оленин, Евгений Иванович
Евге́ний Ива́нович Оле́нин (1774—1827) — русский военачальник эпохи Наполеоновских войн, генерал-майор Русской императорской армии. Тульский гражданский губернатор (1816—1820).

## Биография
Родился в дворянской семье Олениных. Его сестра Наталья Ивановна была замужем за генерал-майором П. П. Пассеком.
В 1778 году был записан на воинскую службу в Конный лейб-гвардии полк, откуда 1 января 1793 года Оленин был выпущен ротмистром в Харьковский 4-й уланский полк. Принимал участие в польских событиях 1794 года.
С 1797 года продолжал службу в Смоленском мушкетерском полку, где 18 декабря 1800 года получил погоны полковника.
В ходе Войны второй коалиции принимал участие в Итальянском походе Александра Суворова, брал крепости Пиццигеттоне и Милана. Переходя Сен-Готардский перевал Оленин получил ранение в ногу.
20 декабря 1802 года вновь получил назначение Конный лейб-гвардии полк.

Сражаясь с французами в ходе война третьей антинаполеоновской коалиции более всего проявил себя в баталии под Аустерлицем, в которой трижды был ранен и захватил вражеское знамя. За этот подвиг 24 февраля 1806 Оленин был отмечен командованием орденом Святого Георгия 4-го класса 
в воздаяние отличного мужества и храбрости, оказанных в сражении 20 ноября при Аустерлице против французских войск, где, будучи эскадронным командиром, вместе с полковником графом Ожаровским, взял у неприятеля знамя 4-го пехотного полка, врубившись в два полка.
13 ноября 1808 года получил почётную отставку по состоянию здоровья с производством в чин генерал-майора.
После вторжения Наполеона в пределы Российской империи, Оленин, верный присяге, вернулся в строй и 20 июля 1812 года и был приписан в Смоленский резервный корпус, составленный из резервных батальонов и эскадронов. В ходе Отечественной войны 1812 года в битве под Красным был ранен саблей в голову, а освобождая город Смоленск от врага вновь получил ранение.
После изгнания французов принял участие в заграничном походе русской армии 1813 года, в ходе которого принял участие в битве при Люцене.
24 февраля 1816 года Оленин вновь испросил у командования отставку по болезни, но уже 28 августа этого же года был назначен тульским гражданским губернатором c переименованием в действительные статские советники, занимал эту должность до 1 февраля 1820 года.
Умер 30 октября 1827 года и был похоронен в деревне Иловка Смоленской губернии.

## Семья
Жена (с 1809 года) — Варвара Петровна Хитрово (16.05.1772—09.01.1839), богатая наследница, дочь сенатора Петра Васильевича Хитрово (1727—1793) от его второй жены Екатерины Гавриловны Ермолаевой, урождённой Белкиной; младшая сестра по матери генеральши Анны Обольяниновой. Будучи горбата, Варвара Петровна вышла замуж поздно и все боялись, что она вскоре умрет от слабого сложения. Но напротив, через год она благополучно родила дочь — Екатерину (16.05.1810—1872), которая вышла замуж за генерал-лейтенанта П. А. Грёссера. По словам современника, «Оленины не долго жил вместе и вскоре развелись. Евгений Иванович был весельчак и волокита, жена его, большая, по старинному, хлебосолка, и вся Москва ездила на её обеды и ужины. Большую часть своего имения, около 1000 душ, она промотала на Кузнецком мосту и очень скудно доживала свой век». Похоронена в селе Разницах на кладбище Покровской церкви Подольского уезда.

Бюст Оленина в сквере Героев, Смоленск

## Память
В 2011 году генералу Оленину в Сквере Памяти Героев в Смоленске был установлен бюст (автор Фишман П. А.).